# Konoe Hisatsugu
Konoe Hisatsugu (近衛 尚嗣 1622-1653?) fue un kuge (cortesano) que actuó de regente a comienzos de la era Edo. Fue hijo del regente Konoe Nobuhiro.
Ocupó la posición de kanpaku del Emperador Go-Kōmyō entre 1651 y 1653.
Tuvo como consorte a una hija del Emperador Go-Mizunoo y tuvieron como hijo a Konoe Motohiro.